# 3352 McAuliffe
3352 McAuliffe је Амор астероид чија средња удаљеност од Сунца износи 1,878 астрономских јединица (АЈ).
Апсолутна магнитуда астероида је 15,8.